# فرودگاه انیستن متروپالیتن
فرودگاه انیستن متروپالیتن (به انگلیسی: Anniston Metropolitan Airport) یک فرودگاه همگانی بهره‌برداری هوایی با کد یاتا ANB است که یک باند فرود آسفالت دارد و طول باند آن ۲۱۳۴ متر است. این فرودگاه در شهر آنیستون (آلاباما) کشور ایالات متحده آمریکا قرار دارد و در ارتفاع ۱۸۷ متری از سطح دریا واقع شده است.